# Expertisen für Demokratie
Expertisen für Demokratie ist eine seit 2010 unregelmäßig erscheinende Publikationsreihe der Friedrich-Ebert-Stiftung zur aktuellen Auseinandersetzung mit Rechtsextremismus. In der Reihe erscheinen Fachbeiträge als gebündelte Ergebnisse von Veranstaltungen zum Thema. Herausgeber ist die Projektleitung des Forum Berlin der Friedrich-Ebert-Stiftung in Berlin.

## Publikationen
- Kurt Möller: Wie kann Ausstiegsarbeit gelingen? Ausstiegsprozesse aus der rechten Szene. 1/2010, ISBN 978-3-86872-402-8.
- Michael Kohlstruck: Zur aktuellen Debatte um politische Gewalt in der Metropole Berlin. 2/2010, ISBN 978-3-86872-404-2.
- Alexander Häusler: Die "PRO-Bewegung" und der antimuslimische Kulturrassismus von Rechtsaußen. 1/2011, ISBN 978-3-86872-702-9.
- Esther Lehnert: "Gender" und Rechtsextremismusprävention. 2/2011, ISBN 978-3-86872-872-9.
- Vera Henßler, Yves Müller, Ulrich Overdieck, Mathias Wörsching: Keine Diskussion auf Augenhöhe! Herausforderungen im Umgang mit Rechtsextremismus und Rechtspopulismus in der Kommunalpolitik. 1/2012, ISBN 978-3-86498-162-3.
- Benno Hafeneger: Die Identitären. Vorübergehendes Phänomen oder neue Bewegung? 1/2014, ISBN 978-3-86498-835-6.
- András B. Vágvölgyi: Diskopartisanen. Eine Serie von Terroranschlägen und die Rolle von Justizwesen, Gesellschaft und Medien in Ungarn. 2/2014, ISBN 978-3-86498-937-7.
- Britta Schellenberg: Rassismus, extrem rechte Morde und Terrorismus in Deutschland. Am Beispiel der Mordserie des "Nationalsozialistischen Untergrunds" (NSU). 3/2014, ISBN 978-3-86498-938-4.
- Alexander Häusler: Die AfD. Partei des rechten Wutbürgertums am Scheideweg. 1/2015, ISBN 978-3-95861-163-4.
- Christian Demuth: Politische Bildung nach Pegida. 1/2016, ISBN 978-3-95861-395-9.